# Elaeagia chiriquina
Elaeagia chiriquina är en måreväxtart som beskrevs av Charlotte M. Taylor. Elaeagia chiriquina ingår i släktet Elaeagia och familjen måreväxter.
Artens utbredningsområde är Panamá. Inga underarter finns listade i Catalogue of Life.